# Кай Гансен (футболіст, 1940)
Кай Гансен (футболіст, 1940) (дан. Kaj Hansen, 16 серпня 1940, Копенгаген — 2 липня 2009) — данський футболіст, що грав на позиції захисника, зокрема за «Фрем» та національну збірну Данії.

## Клубна кар'єра
У дорослому футболі дебютував 1959 року виступами за команду «Фрем», в якій провів вісім сезонів.
Згодом 1968 року грав у США за «Вашингтон Віпс», після чого протягом 1969 року виступав за шведський «Гельсінгборг».
Завершував ігрову кар'єру у шведській нижчоліговій команді «Фагерста Седра», за яку виступав протягом 1970—1972 років.

## Виступи за збірну
1963 року дебютував в офіційних матчах у складі національної збірної Данії.
У складі збірної був учасником фінальної частини чемпіонату Європи 1964 року у Франції, де данці програли обидві гри, завершивши турнір на четвертому місці.
Загалом протягом п'ятирічної кар'єри в національній команді провів у її формі 7 матчів.
Помер 2 липня 2009 року на 69-му році життя.